# Leucocoprinus fragilissimus
Leucocoprinus fragilissimus är en svampart som först beskrevs av Berk. & M.A. Curtis, och fick sitt nu gällande namn av Narcisse Theophile Patouillard 1900. Leucocoprinus fragilissimus ingår i släktet Leucocoprinus och familjen Agaricaceae.   Inga underarter finns listade i Catalogue of Life.